# Gilmore City
Gilmore City est une ville des comtés de Pocahontas et Humboldt, en Iowa, aux États-Unis. Elle est fondée en 1884 et incorporée le 16 avril 1887.

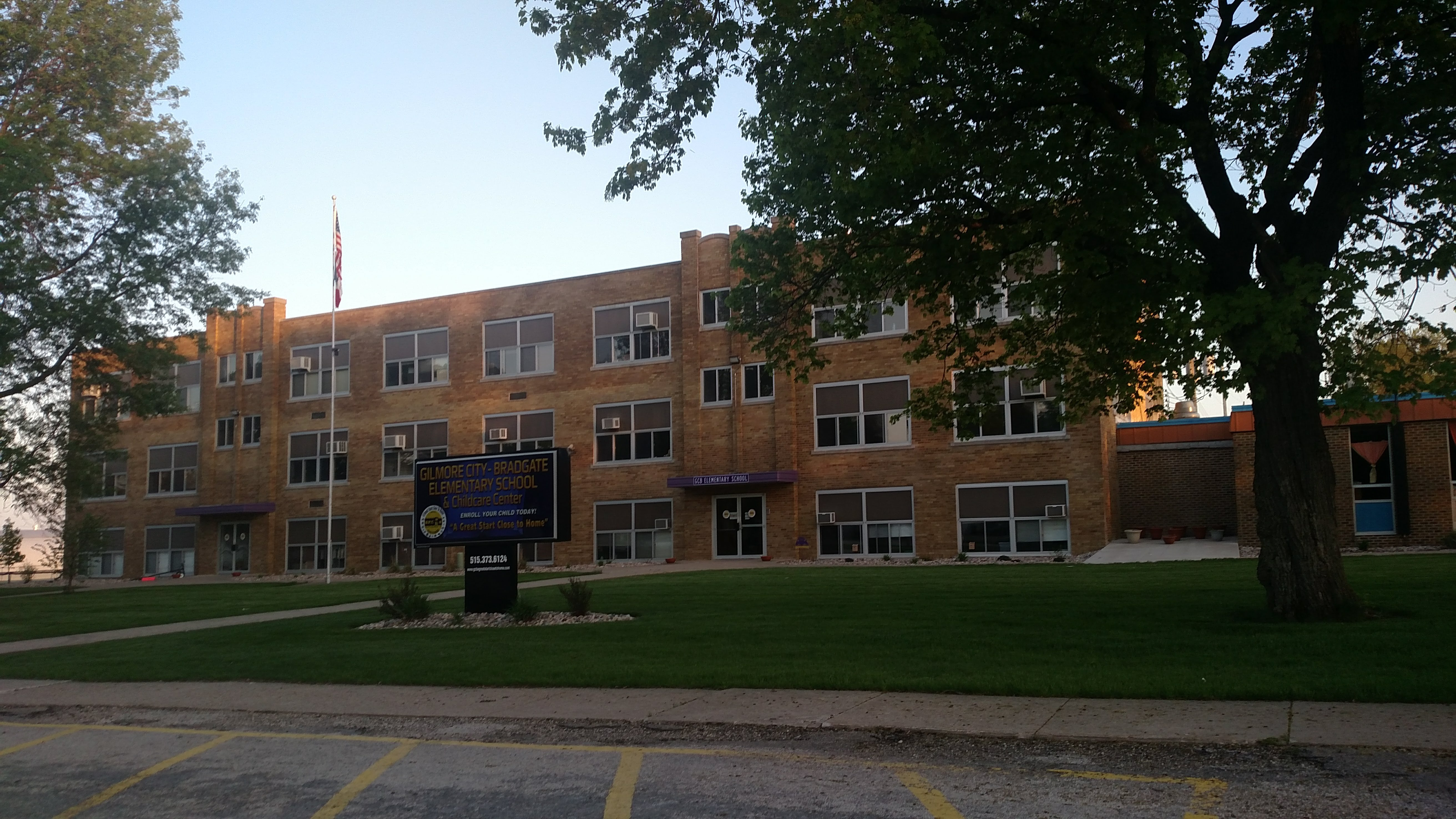
École primaire Gilmore City Bradgate

## Source de la traduction
- (en) Cet article est partiellement ou en totalité issu de l’article de Wikipédia en anglais intitulé « Gilmore City, Iowa » (voir la liste des auteurs).